# Загливери
Загливери или Загливер (на гръцки: Ζαγκλιβέρι, катаревуса Ζαγκλιβέριον, Загливерион) е село в Гърция, част от дем Лъгадина (Лангадас) в област Централна Македония със 781 жители (2001).

## География
Загливери е разположено в северната част на Халкидическия полуостров, на 45 km югоизточно от Солун и на 15 километра южно от разклона на Йеракару, в северното подножие на Хортач (Хортиатис).

## История

### В Античността и Средновековието
Открити са следи от обитаване в римската и византийската епоха в местностите Палеохора (Старо село) или Кастели, югозападно от сегашното селище, на слива на потоците Гулугна и Гулунгудас, откъдето започва Платанорема (Загриверската река, Лангадишката река или Дервент). Хълмът, който обграждат тези два потока има форма на сърп – на гръцки ζάγκλον, откъдето идва и Ζάγκλη, старото име на Месина. Селището е било основано вероятно в Палеохора и е било в хинтерланда на съседния античен град Калиндия и населението му вероято се увеличава след разрушаването на Калиндия във втората половина на IV век. Според Георгиос Бабиниотис втората част на съставното име Ζαγκλιβέρι идва от латинското прилагателно verus, vera, verum, подобен, истински, тоест името на селото в превод е Сърповидно.
Селището в Палеохора вероято е разрушено през юли 677 година от славяните ринхини, обитаващи района на река Рихио, свързваща Бешичкото езеро с Орфанския залив, които се вдигат на бунт след убийството на княза им Пребънд от византийците. Тогава вероятно и селището е изместено на сегашното си място.
Църквата „Света Параскева“ южно от селото е средновековна.

### В Османската империя
Първата поява на топонима Загливери е в османски дефтер от 1445 година като тимар на Исак паша, сирак на Хисир чауш във вилаета Солун. В дефтера от 1478 година е споменато като Загливерик, в 1495 година като Загливири, а в 1519 и 1568 година като Загливер. Според дефтера от 1568 година в Загливери има метох на манастира „Света Анастасия Узорешителница“, „чифлика на Богородица“ – вероятно северно от едноименната църква извън селото, създаден между 1527 и 1568 г. По-късно в Загливери има и метох на светогорския Иверски манастир.
Според сигилий на патриарх Дионисий IV Муселимис от 3 май 1677 година, подписан и от епископ Антим Загливерски и сигилий от 1741 година, центърът на Ардамерската епископия очевидно е бил преместен в Загливери.
В 1764 година жителката на селото Акилина приема мъченическа смърт и днес родната ѝ къща е музей, а от 23 до 27 септември се провежда фестивала Акилиния.
В XVII и XVIII век Загливери е процъфтяващо смесено християно-мюсюлманско село, седалище на ага, част от нахия Пазаруда. Жителите му се занимават предимно със земеделие и животновъдство, както и с производство на дървени въглища, необходими за експлоатацията на мините в съседните Мадемски села. В края на XVIII век селото е чифлик на Рюстем ага и жителите му работят или за него или в съседните метоси. При потушаването на Халкидическото въстание през юни 1821 година Загливери е разграбено и опожарено. На хълма Агатиес, наричан днес днес Буфос, става битка между въстаническите сили на Емануил Папас и османците, в която загиват 38 гърци. Участник във въстанието е загливерецът Стерянос Атанасиу, който се оттегля след разгрома на Северните Споради, по-късно на Спецес и оттам в Румелия.
След въстанието в Загливери се развиват овцевъдството и козевъдството, отглеждането на зърнени култури и особено лозарството – загливерското вино се продава в целия регион.Александър Синве ("Les Grecs de l’Empire Ottoman. Etude Statistique et Ethnographique"), който се основава на гръцки данни, в 1878 година пише, че в Загливерион (Zagliverion), Ардамерска епархия, живеят 2000 гърци. През 1883 година с помощта на Анастасиос Канаколю-Канакуди е построено училище (така нареченото Старо училище), в което учат 120 ученици и преподават двама учители. Гръцкият цариградски вестник „Анатоликос Астир“ в броя си от 16 април 1886 година казва, че:
| „ | η Κωμόπολη Ζαγκλιβερίου ήταν ο φραγμός του Ελληνισμού στο χείμαρρο του Βουλγαρισμού (паланката Загливери бе бариера пред пороя на българщината). | “ |

По време на Гръцката въоръжена пропаганда в Македония загливерци активно поддържат гръцките чети на капитаните Яни Рамненски и Маврандзас от Ливади. Един от помощниците на Павлос Мелас е загливерецът Астерьос Папаргирудис, по-късно установил се в Кожани.
Към 1900 година според статистиката на Васил Кънчов („Македония. Етнография и статистика“) в Загливеръ живеят 260 турци и 900 жители гърци християни. По данни на секретаря на Българската екзархия Димитър Мишев („La Macédoine et sa Population Chrétienne“) в 1905 година в Загливери (Zagliveri) има 575 гърци и в селото работят две гръцки училища.

### В Гърция
По време на Балканската война на 4 ноември 1912 година в Загливери влиза гръцката част на майор Георгиос Колокотронис. След Междусъюзническата война в 1913 година Загливери остава в Гърция. През пролетт на 1914 година в паланката са заселени 60 семейства арванити бежанци от попадналата в България паланка Мандрица. През Първата световна война в Загливери са настанени 40 семейства бежанци от окупирания от българската армия Нигрита. По това време в паланката се появяват първите обществени служби – жандармерия, данъчно, съд, поща. В 1923 годиа люсюлманското население от Загливери се изселва в Турция и на негово място от 1923 до 1928 година са настанени малоазийски християнски изселници от Папазли, както и от Източна Тракия. Бежанците донасят нови занаяти като бубарството. Засилва се и обработката на тютюни и в паланката се появяват четири тютюнопреработващи предприятия. В 1927 година е построена нова красива училищна сграда, по проект на Ксенофон Пеонидис.
Трите големи земетресения в района през XX век – Гвоздовското от 1902 година (6,6 по Рихтер), Йерисовското от 26 септември 1932 година (6,9 по Рихтер) и Стивоското от 19 юни 1978 (6,5 по Рихтер) причиняват много щети на Загливери и разрушават традиционната му архитектура.
В административно отношение в на 28 юни 1918 година е създадена община Загливери с едно-единствено селище. На 13 юли 1946 година към общината е присъединено село Партени (Кизили). В 1995 година са обединени бившите общини Загливери, Адам, Каламото, Петрокераса, Саракина, Йеракару, Лангадикия и Ардамери. Със закона „Каподистрияс“ от 1997 година е създаден дем Калиндия, в която влизат Загливери, Каламото с Месокомо, Адам, Петрокераса, и Саракина с Агиос Хараламбос. В 2011 година със закона „Каликратис“ дем Калиндия влиза като демова единица в новия дем Лъгадина. Землището на Загливери е 48,1 ha.
Преброявания
| Година             | Жители     |
| ------------------ | ---------- |
| 1920               | 1862       |
| 1928               | 2707       |
| 1940               | 2718       |
| 1951               | 2684       |
| 1961               | 2945       |
| 1971               | 2376       |
| 1981               | 2189       |
| 1991               | 2302       |
| 2001               | 2316       |
| 2011 (неофициално) | около 2170 |

В църковно отношение Загливери е седалище на архиерейско наместничество на Йерисовската, Светогорска и Ардамерска епархия. В градчето има две енории – „Свети Георги“, построена в 1910 година, и „Света Акилина“, започната във византийски стил в 1985 година и осветена в 1995 година.

## Личности
Родени в Загливери
- Акилина Загливерска (1745 – 1764), християнска мъченица за вярата
- Димитриос Ангелу (Δημήτριος Αγγέλου), гръцки андартски деец, епитроп на гръцкото училище[7]
- Йоанис Василиу (Ιωάννης Βασιλείου), гръцки андартски деец, епитроп на гръцкото училище[7]
- Йоанис Янкудис (Ιωάννης Γιαγκούδης), гръцки андартски деец, четник[7]
- Теодорос Караоглу (р. 1960), гръцки политик